# Stefan Kaiser (artiste)
Pour les articles homonymes, voir Stefan Kaiser.
Stefan Kaiser (né le 13 juillet 1952 à Viersen) est un peintre et sculpteur allemand.

## Biographie
Stefan Kaiser vient d'une famille d'artistes : sa mère est la photographe Ruth Kaiser, son père est l'artiste et pédagogue Hanns-Josef Kaiser, son frère est l'écrivain Reinhard Kaiser.
Il étudie de 1971 à 1976 à l'académie des beaux-arts de Düsseldorf auprès de Joseph Beuys et d'Erwin Heerich. En 1978, il travaille comme professeur d'art, illustrateur et sculpteur. De 1986 à 1989, il est professeur de design à l'université des sciences appliquées de Dortmund. En 1990, il ouvre un atelier à Viersen.

## Œuvre
Le premier cycle (1982-1983) est composé de 16 dessins individuels. Sous le titre Un endroit spécial ils forment un panorama à 360 degrés.
En 1995, le cycle est intitulé Histoire du temps. Chaque semaine, il fait un grand dessin à partir d'un détail de l'hebdomadaire Die Zeit. Les sujets sont des petits objets quotidiens découverts par hasard par l'artiste. Ce détail fait l'objet d'un dessin qui l'agrandit de façon très réaliste.
De 1997 à 1999, les textes et dessins forment la Boîte Hagrines. Les grands dessins de 2002 à 2004 forment le cycle Genesis.
Les ensembles Boules cloutées (2006-2012) et Kopfbuchen (2008–2010) précèdent les Images du ciel composées de dessins et de photographies.

## Source de la traduction
- (de) Cet article est partiellement ou en totalité issu de l’article de Wikipédia en allemand intitulé « Stefan Kaiser (Künstler) » (voir la liste des auteurs).